# Escrito nas Estrelas (canção)
"Escrito nas Estrelas" é uma canção gravada pela cantora brasileira Tetê Espíndola em 1985. Composta por Arnaldo Black, marido da artista, a letra foi escrita por Carlos Rennó em homenagem ao casal. Com essa canção, que fora uma das mais executadas nas rádios brasileiras na época, ela venceu o Festival dos Festivais, exibido pela TV Globo no mesmo ano.
Assim como ocorria com outros artistas que se destacavam nos festivais (já que as canções eram inéditas muitas eram imediatamente lançadas em compactos ou discos single), "Escrito nas Estrelas" foi lançada como um single num disco-mix pela gravadora Barclay no final de setembro de 1985. O lado B continha uma regravação do clássico "Linda Flor (Ai, Ioiô)", que já fazia parte do repertório da Tetê.
Em 2023, 38 anos após seu lançamento original, "Escrito nas Estrelas" recebeu atenção renovada após a atleta Márcia Fu cantá-la durante a 15.ª edição do reality show A Fazenda. Tal momento viralizou na Internet, tornando-se um meme e levando a canção ao primeiro lugar da parada Viral 50 no Spotify.
Foi regravada por outras artistas, como Ivete Sangalo e Lauana Prado. A versão de Lauana, intitulada "Me Leva Pra Casa/Escrito nas Estrelas/Saudade", também foi impulsionada no streaming após o meme, conquistando o topo da parada Top Brasil e a 24.ª posição da Top 50 Viral (mundo), ambas do Spotify. Além disso, foi alçada ao primeiro lugar da Billboard Brasil Hot 100 e ficou entre os vídeos mais assistidos no YouTube durante esse período.

## Versão de Lauana Prado
No álbum ao vivo Raiz Goiânia, da cantora Lauana Prado, foi apresentada uma performance em formato de medley, combinando as canções "Me Leva Pra Casa", "Escrito nas Estrelas" e "Saudade". No final de 2023, esse pot-pourri começou a viralizar nacionalmente, com destaque especial para o cover de "Escrito nas Estrelas". Em 26 de janeiro de 2024, uma versão solo e estendida da canção foi lançada nas plataformas digitais. Mais tarde, em 20 de setembro, um remix MTG, em parceria com a equipe de produção Hitmaker, também foi disponibilizado.

### Prêmios e indicações
| Ano  | Prêmio                                | Categoria        | Recipiente                             | Resultado | Ref.   |
| ---- | ------------------------------------- | ---------------- | -------------------------------------- | --------- | ------ |
| 2024 | Prêmio Multishow de Música Brasileira | Sertanejo do Ano | "Escrito Nas Estrelas" - Lauana Pradro | Venceu    | [ 14 ] |
| 2024 | Prêmio Multishow de Música Brasileira | Hit do Ano       | "Escrito Nas Estrelas" - Lauana Pradro | Venceu    | [ 14 ] |